# Río Blancó-i sztrájk

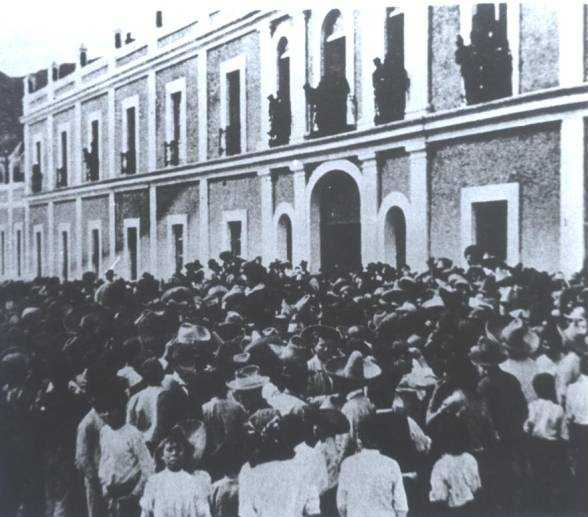
Tüntető munkások Río Blancóban

A mexikói Veracruz állambeli Río Blanco textilmunkásainak 1906-ban kezdődő, majd 1907 elején véres zavargásokba torkolló sztrájkja a mexikói forradalom egyik jelentős előzményének tekinthető.

## Története
A 19. század végén és a 20. század elején a mexikói ipar, azon belül pedig egyik húzóágazatként a textilipar, hatalmas fejlődésen ment keresztül. A textilipar főként Veracruz államban, az Orizaba-völgyben volt jelentős. 1892 körül alapították Río Blancóban azt a gyárat, amely hamarosan az egész ország legnagyobb textilüzemévé nőtte ki magát, de több hasonló létesítmény is megnyitotta kapuit a környéken. Ezen gyárak azonban mind angol, francia és amerikai tulajdonban álltak, míg dolgozóik főként helyi, pueblai, tlaxcalai, oaxacai, méxicói és Bajíó-beli emberek voltak. A munkanap 14 órából állt (45 perces étkezési szünetekkel), reggel hattól este nyolcig dolgoztak. A gyárhoz tartozó üzletekben, úgynevezett tienda de rayákban, ahol a dolgozók bevásárlásaikat kötelesek voltak végezni, utalványokért vásárolhattak, melyek értékét leszámították az amúgy is csekély bérükből.
Egy Vicente Linares nevű dolgozó már 1903-ban sztrájkot szervezett, azonban mozgalma kudarcot vallott, és akik vezető szerepet játszottak benne, azokat elbocsátották.
1906-ban a Río Blancó-i gyárban az angol dolgozók bére heti 37,5–41,75 peso volt, míg a mexikóiak kirívóan kevesebb pénzért dolgoztak. A mexikói művezetők 7 pesót kaptak hetente, a munkások pedig még kevesebbet: a férfiak napi 0,35, a nők 0,25, a gyermekek pedig 0,1 pesót. Ebből megélhetésük mellett olyan dolgokra is kellett költeniük, mint például a késések vagy egy-egy gép megrongálódása miatti bírságok, illetve a vallási jellegű ünnepeken való elkerülhetetlen részvétel.
Ennek az évnek márciusában érkezett meg a gyárba egy tehetséges dolgozó, José Neira, a nemrég alakult szabadelvű párt (Partido Liberal Mexicano) híve. Két magónista társával, Porfirio Menesesszel és Juan Olivaresszel találkoztak Manuel Ávilával, Andrés Motával és José Rumbia protestáns lelkésszel, majd főként a városban is keringő Regeneración című folyóirat cikkei által ihletve úgy döntöttek, létrehoznak egy szervezetet, melynek célja a munkások megvédése, a munkaidő napi 8 órára való csökkentése és a fizetések emelése volt. Ez a szervezet április 1-jén jött létre és a Gran Círculo de Obreros Libres (GCOL) de Río Blanco („A Río Blancó-i Szabad Munkások Nagy Köre”) nevet kapta, elnöke Rumbia volt, alelnöke Neira, titkára pedig Meneses.
A május 5-i ünnepséget kihasználva a szomszédos Nogalesben gyűlést tartottak, ahol Neira harcra szólított fel a kapitalizmus ellen, amely szerinte kihasználja őket és hagyja meghalni a munkásokat a gép mellett. Társaival úgy döntöttek, megalapítják a Revolución Social („Szociális Forradalom”) című lapot, melynek Neira lett a főszerkesztője, Meneses és Olivares pedig a terjesztéséért felelt.
Május 13-án újabb gyűlést tartottak, ahol döntés született a GCOL nogalesi szervezetének létrehozásáról is. Hamarosan Ávila öngyilkosságot követett el, ezért május 27-én Neira átvette helyét az elnökségben. Beiktatási beszédében kijelentette, hogy ha nem tudnak megegyezni a vállalatokkal, sztrájkba kezdenek, és ha a sztrájkkal sem érnek el semmit, akkor a „dinamithoz” és a „forradalomhoz” fordulnak.
A Revolución Social első száma nyáron jelent meg Mexikóvárosban, a szabadelvű párt két emberének, Paulino Martíneznek és Jesús Martínez Carreónnak köszönhetően. Megjelent benne Neira egy írása is, melyben kijelentette, hogy a mexikói munkások az oroszok és a kínaiak mellett a világ legnyomorúságosabb helyzetében vannak.
Június 10-én megalakult a GCOL Santa Rosa-i szervezete is, elnöke a magónista Samuel A. Ramírez lett. Ezzel egy időben kiadásra készülődött a Revolución Social második száma is, a porfirista rendszer azonban elrendelte Carreón letartóztatását, aki később a kínzásokba bele is halt. Ennek ellenére a második szám meg tudott jelenni Río Blancóban. Porfirio Díaz mexikói és Theodore Roosevelt amerikai elnökök rendszerei azonban tovább üldözték a szabadelvű párti mexikóiakat, ezért Neira, Olivares és Meneses elmenekült a régióból, így a helyi munkásmozgalom hanyatlásnak indult. A GCOL vezetését a kormányzattal jó kapcsolatokat ápoló José Morales vette át, a mozgalom több korábbi hangadóját pedig bebörtönözték vagy elbocsátották.
De még a megmaradt tagok is elégedetlenek voltak Moralesszel, ezért november 19-én leváltották és Ramírezt választották meg elnöknek. Igaz, ő sem sokáig maradt a helyén, mert őt is elmozdították. Ezzel egy időben a textilipari vállalatok tulajdonosai megalapították a Centro Industrial Mexicanót, melynek alapszabályában rögzítették, hogy a dolgozók nem fogadhatnak lakásukban vendégeket, még rokonokat sem, és nem olvashatnak előzetesen nem cenzúrázott könyveket és újságokat. Ezen felháborodva a pueblai és a tlaxcalai munkások december 4-ére sztrájkot hirdettek, tíz nappal később pedig Pascual Mendoza és Morales magát Díaz elnököt kérte táviratban, hogy avatkozzon közbe. A Centro Industrial úgy döntött, leállítják a gyártást. 26-án Mendoza és Morales az elnöki palotába látogatott és találkozott Díazszal. Ekkor már az ország szinte összes textilgyárában állt a munka, mintegy 30 000 munkást érintve.
1907. január 4-én a kormány betiltotta a sztrájkokat, felszólította a munkásokat, vegyék fel újra a munkát, de a munkáltatókat is kötelezte a munkakörülmények javításáról szóló tervek tanulmányozására. Morales január 6-án az orizabai Gorostiza Színházban ismertette a kormány ítéletét, ami viszont munkások ezreinek nemtetszését váltotta ki.
7-én reggel a Río Blancó-i gyár előtt embertömeg gyűlt össze, hogy megakadályozza azok belépését az épületbe, akik újra szerettek volna belekezdeni a munkába. A tulajdonos ezért ismét bezáratta a gyárat, a tömeg haragja így a tienda de raya üzlet ellen fordult, melyet kifosztottak és fel is gyújtottak. A csendőrségen kiszabadították a foglyokat, majd Nogales irányába indultak, útközben üzleteket fosztottak ki (köztük Víctor Garcín három üzletét, az El centro comercialt, az El puerto de Veracruzt és az El modelót). Nogalesben szembe találták magukat a José María Villarreal vezette 13. zászlóaljjal, akik a tömegbe lőttek, többeket megölve és megsebesítve.
Hamarosan közbeavatkozott a veracruzi katonai zóna parancsnokának, Joaquín Massnak a csapata is, valamint másnap Rosalio Martínez emberei is megérkeztek, még a hegyek közé menekült embereket is üldözőbe vették, sőt, behatoltak a munkások házaiba is, hogy további rejtőzködő szimpatizánsokat keressenek és a fosztogatásból származó holmikat visszaszerezzék. A munkások két vezetőjét, Ricardo Morenót és Manuel Juárezt perbe fogás nélkül agyonlőtték.
A munka január 13-án kezdődött újra a gyárban. A 2841 dolgozó közül csak körülbelül 2500-an tértek vissza, a többiek elmenekültek, börtönbe kerültek vagy meghaltak. A bebörtönzött munkásokat a San Juan de Ulúa-erődbe vagy a mai Quintana Roo állam területére száműzték.